# Stay with Me (Gotthard)
Stay with Me è un singolo del gruppo musicale hard rock/heavy metal Gotthard, il primo ed unico estratto dal dodicesimo album studio Silver. È stato pubblicato il 18 novembre 2016 in formato digitale insieme al videoclip.

## Video musicale
È stato girato nei mesi precedenti presso il Castello di Weißenstein in Baviera, lo stesso che ha fatto parte delle location del film I tre moschettieri ed è uscito il 18 novembre 2016.
 
Nel videoclip si possono vedere i membri della band che suonano all'interno del castello. A questi fotogrammi ne sono alternati altri nei quali si può ammirare il cantante Nic Maeder che è parte di una specie di fiaba e viene sedotto da 2 donne, che rappresentano il bene e rispettivamente il male. Nel momento dell'assolo il chitarrista Leo Leoni esce dal castello e si scatena all'aperto, imitando Slash dei Guns N' Roses durante il riff di November Rain.

## Tracce
iTunes
1. Stay with Me - 3:58

## Formazione
- Nic Maeder - voce
- Leo Leoni - chitarra
- Freddy Scherer - chitarra
- Marc Lynn - basso
- Hena Habegger - batteria